# Oxybasis
Oxybasis es un género de plantas herbáceas con flor perteneciente a la familia Amaranthaceae. Anteriormente se había colocado como sinónimo de Chenopodium, así como también algunas especies dentro de este.

## Taxonomía
El género fue descrito por Grigori Karelin e Iván Kirílov y publicado en Bulletin de la Société impériale des naturalistes de Moscou 14: 738–739, en 1841.

#### Etimología
Oxybasis: nombre genérico que se deriva de la combinación de los vocablos griegos ὀξύς (oxýs); "agudo, puntiagudo", y βάσις (basis); "base", en referencia a la base de la lámina de las hojas que se conectan al pecíolo en un ángulo agudo de las especies del género.

## Especies
Comprende 13 especies, 1 híbrido, 2 subespecies y 2 variedades aceptados:
- Oxybasis ambigua (R.Br.) de Lange y Mosyakin, 2018
- Oxybasis amurensis (Ignatov) Mosyakin y de Lange, 2018
- Oxybasis chenopodioides (L.) S.Fuentes, Uotila y Borsch, 2012
- Oxybasis frigida (Phil.) Uotila, 2022
- Oxybasis glauca (L.) S.Fuentes, Uotila y Borsch, 2012
- Oxybasis gubanovii (Sukhor.) Sukhor. y Uotila, 2013
- Oxybasis halophila (Phil.) Uotila, 2022
- Oxybasis macrosperma (Hook.f.) S.Fuentes, Uotila y Borsch, 2012
  - Oxybasis macrosperma subsp. macrosperma
  - Oxybasis macrosperma subsp. salsa (Phil.) Uotila, 2022
- Oxybasis mexicana (Moq.) Sukhor., 2014
- Oxybasis micrantha (Trautv.) Sukhor. y Uotila, 2013
- Oxybasis parodii (Aellen) Mosyakin y de Lange, 2018
- Oxybasis rubra (L.) S.Fuentes, Uotila y Borsch, 2012
  - Oxybasis rubra var. humilis (Hook.) Mosyakin, 2013
  - Oxybasis rubra var. rubra
- Oxybasis salina (Standl.) Uotila, 2019
- Oxybasis urbica (L.) S.Fuentes, Uotila y Borsch, 2012

#### Híbridos
- Oxybasis × schulzeana (Murr) Mosyakin, 2013